# Панчешвар (гребля)
Панчешвар або Панчесвар (англ. Pancheswar, Pancheshwar) — проєкт греблі ГЕС на річці Сарда (Махакалі) на кордоні Індії і Непалу. Проєкт передбачає будівництво ГЕС загальною потужністю 6,0 ГВт. Приблизний план будівництва був затверджений Договором про загальний розвиток річки Махакалі (англ. Mahakali River Integrated Development Treaty) в 1996 році, за яким детальний план проєкту мав бути затверджений протягом наступних 6 місяців. Проте детального плану не було затверджено навіть 13 років опісля, станом на 2009 рік, незважаючи на обіцянки обох урядів прискорити проєкт.

## Ресурси Інтернету
- Nitin Pandey Does Uttarakhand need another Big Dam? (мапа проєкту, деякі технічні дані)